# Bizunesh Bekele
Bizunesh Bekele (* 1936; † 1990) war eine äthiopische Sängerin.
Sie war die erste Frau, die ab dem Anfang der 1960er-Jahre traditionelle äthiopische Musik mit Militärmusik und westlichen Musikformen wie Rhythm and Blues und Soul verband und damit die Blüte der äthiopischen Popmusik in den 1960er- und 1970er-Jahren mit initiierte. Begleitet wurde sie von der Imperial Bodyguard Band, aber auch von der Dahlak Band. 
Sie gilt als „First Lady der äthiopischen Popmusik“ und war das Vorbild von Aster Aweke. 

## Diskografie
Auf Ethiopian Groove - The Golden Seventies, Paris, 1994, Buda Musique
- Atrakegn
- Tigel new